# Maalula
Maalula ou Maaloula é uma pequena cidade na Síria, situada a noroeste da capital do país, Damasco.  
Trata-se de uma comunidade cristã (Igreja Greco-Católica Melquita e Igreja Ortodoxa Grega de Antioquia) num país tipicamente muçulmano, famosa por ainda falar a língua aramaica, a mesma falada por Jesus. O padroeiro da cidade é São Sarkis. De geografia montanhosa, possui o convento St. Tecla e uma incursão pelo longo canyon junto ao convento. A cidade é cercada de morros e está localizada a 1500 metros de altitude. As casas são construídas encravadas nestes morros, uma acima da outra. Exportou, juntamente com Khabab, outra cidade síria católica, diversos emigrantes para Floriano-PI, cidade situada na divisa do Piauí com o Maranhão, às margens do rio Parnaíba.

## Curiosidades
O aramaico foi a língua falada por Jesus e hoje é falado apenas em algumas pequenas comunidades no Oriente Médio, especialmente no interior da Síria, a principal das quais é Maalula; a longevidade da língua se deve ao fato de ser escrito e falado pelos aldeões cristãos que durante milênios habitavam as cidades ao norte de Damasco, capital da Síria, entre elas reconhecidamente os vilarejos de Maalula e Iabrude, esse último "onde Jesus Cristo hospedou-se por 3 dias".